# Vésztői Köztársaság
A Vésztői Köztársaság elnevezéssel Vésztő második világháborús időszakának azt a fejezetét nevezik, amikor 1944. október 6-tól a német megszállást követő szovjet invázió után 1944 decemberétől 1945 februárjáig egy új hatalmi forma alakult ki a településen. Ez időben egy volt 1919-es direktóriumi tag kommunista fia, Rábai Imre vezetésével megalakult az úgynevezett „nyakig szegények” köztársasága.

## Története
A Békés vármegyei Vésztő községben lendületesen kezdődött a háború utáni új élet építése, Rábai Imre vezetésével. A közellátás megszervezését, a mezőgazdasági munkálatok beindítását sajátságos módon hajtották végre. A településnek ekkor mintegy tizenegyezer lakosa volt és zömében „nyakig szegény kubikosok” voltak. Rábai és segítőtársai irányításával sajátságos kommunista megoldást választottak és a rendelkezésre álló javak szétosztásába kezdtek. Olyan sikeresen tevékenykedtek, hogy még a szovjet hadizsákmányként lefoglalt és őrzött gabonát is megszerezték és szétosztották a szegények között. Ez a rendszer az „állam az államban” elven működött, így semmibe vették az országos rendelkezéseket és megakadályozták az új közigazgatás kiépítését.
A felettes hatóságok ezt természetesen nem tűrték sokáig, Rábait letartóztatták és internálták. A felháborodott és a kiszabadítására készülődő vésztőieket a hatalom fenyegetése azonban megállította. Rábai Imre kiszabadulását követően teljesen visszavonultan élt, nem játszott többé politikai szerepet, még a kommunista pártba sem lépett be. A Vésztőn akkor történtekről 1979-ben Gazdag Gyula A bankett címen készített dokumentumfilmet, Gáli Józsefnek pedig Daliás idők címmel drámáját mutatták be róla.